# Champdeniers
Champdeniers (até 2018: Champdeniers-Saint-Denis) é uma comuna francesa na região administrativa da Nova Aquitânia, no departamento de Deux-Sèvres. Estende-se por uma área de 21,81 km². Em 2010 a comuna tinha 1 739 habitantes (densidade: 79,7 hab./km²).